# Holmsunds landskommun
Holmsunds landskommun var en tidigare kommun i Västerbottens län. Centralort var Holmsund (från början Djupvik).

## Administrativ historik
Den 9 februari 1894 inrättades Djupviks municipalsamhälle inom Umeå landskommun. Holmsunds landskommun bildades sedan den 1 januari 1918 genom en utbrytning av området kring municipalsamhället samt Holmsunds sågverk.
Den 1 januari 1932 (enligt beslut den 20 mars 1931) överfördes lägenheten Lövön 1:268 och holmen Stormskär omfattande 0,17 kvadratkilometer till Umeå stad. Området skulle bilda Umeå hamn.
Den 3 februari 1933 inrättades av Djupviks municipalsamhälle, samt ett annat område inom kommunen, det nya Holmsunds municipalsamhälle. Av den återstående delen av kommunen, som inte ingick i Holmsunds municipalsamhälle, bildades den 22 september 1939 Obbola municipalsamhälle.
Den 1 januari 1947 blev Holmsund köping och landskommunen som helhet ombildades därmed till Holmsunds köping, samtidigt som de båda municipalsamhällena upplöstes.

## Kommunvapen
Holmsunds landskommun förde inte något vapen.

## Politik

### Mandatfördelning i valen 1938-1942

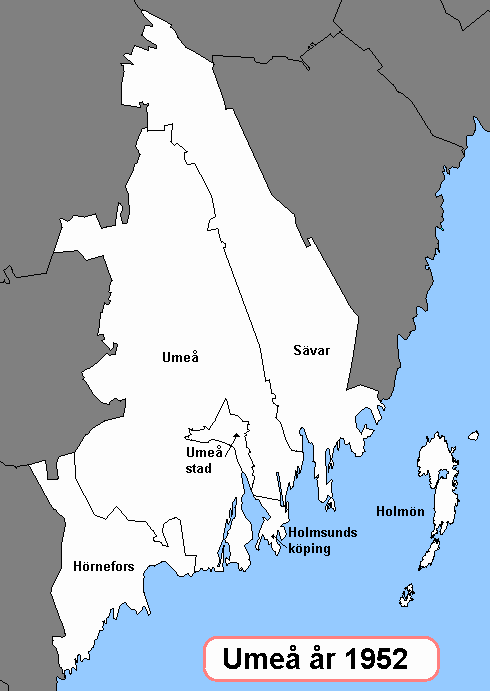
Kommuner runt Umeå år 1952.
Om inget annat anges är det en landskommun.

|  | 21 | 8 |

| 28 |

|  | 17 | 6 |  |

| 24 |